# Campeonato Paulista 1951
In 1951 werd het 50ste Campeonato Paulista gespeeld voor clubs uit de Braziliaanse staat São Paulo. De competitie werd georganiseerd door de FPF en werd gespeeld van 2 juni 1951 tot 27 januari 1952. Corinthians werd kampioen.

## Eindstand
| Plaats | Club                   | Wed. | W  | G  | V  | Saldo  | Ptn. |
| ------ | ---------------------- | ---- | -- | -- | -- | ------ | ---- |
| 1.     | Corinthians            | 28   | 24 | 2  | 2  | 103:38 | 50   |
| 2.     | Palmeiras              | 28   | 20 | 3  | 5  | 74:31  | 43   |
| 3.     | Portuguesa             | 28   | 19 | 4  | 5  | 88:40  | 42   |
| 4.     | São Paulo              | 28   | 17 | 3  | 8  | 46:34  | 37   |
| 5.     | Santos                 | 28   | 16 | 5  | 7  | 69:40  | 37   |
| 6.     | Guarani                | 28   | 13 | 4  | 11 | 52:54  | 30   |
| 7.     | Ponte Preta            | 28   | 8  | 10 | 10 | 52:51  | 26   |
| 8.     | Radium                 | 28   | 9  | 5  | 14 | 45:61  | 23   |
| 9.     | Portuguesa Santista    | 28   | 8  | 6  | 14 | 38:56  | 22   |
| 10.    | Comercial de São Paulo | 28   | 9  | 3  | 16 | 41:82  | 21   |
| 11.    | Juventus               | 28   | 7  | 6  | 15 | 45:72  | 20   |
| 12.    | XV de Piracicaba       | 28   | 7  | 5  | 16 | 48:51  | 19   |
| 13.    | Nacional               | 28   | 5  | 9  | 14 | 42:60  | 19   |
| 14.    | Ypiranga               | 28   | 6  | 5  | 17 | 33:63  | 17   |
| 15.    | Jabaquara              | 28   | 5  | 4  | 19 | 32:75  | 14   |

|  | Kampioen            |
|  | Degradatie play-off |

### Kampioen
| Campeonato Paulista de 1951      |
| São Paulo                        |
| -------------------------------- |
| CORINTHIANS Kampioen (13° titel) |

## Degradatie play-off
Ondanks de play-off waardoor Jabaquara zou degraderen, werd later besloten om de club toch te laten starten in de hoogste klasse in 1952.
|                                  |           |       |           |  |
| 3 februari 1952 Eerste wedstrijd | XV de Jaú | 5 – 0 | Jabaquara |  |
| 3 februari 1952 Eerste wedstrijd |           |       |           |  |

|                                   |           |       |           |  |
| 10 februari 1952 Tweede wedstrijd | Jabaquara | 2 – 0 | XV de Jaú |  |
| 10 februari 1952 Tweede wedstrijd |           |       |           |  |

|                                  |              |       |           |  |
| 17 februari 1952 Derde wedstrijd | Jabaquara    | 1 – 0 | XV de Jaú |  |
| 17 februari 1952 Derde wedstrijd | Guanxuma 51' |       |           |  |

## Topschutter
| Speler            | Speler  | Goals | Club        |
| ----------------- | ------- | ----- | ----------- |
| Vlag van Brazilië | Carbone | 30    | Corinthians |